# Manuel do Nascimento Vargas
Manuel do Nascimento Vargas (Passo Fundo, 25 de novembro de 1844 – Rio de Janeiro, 21 de outubro de 1943) foi um militar e político brasileiro, mais conhecido por ser o pai de Getúlio Vargas. Foi prefeito de São Borja entre 1907 e 1911.

## Biografia
Vargas nasceu em 25 de Novembro de 1844 em Passo Fundo, na província do Rio Grande do Sul. Era um dos 14 filhos de Evaristo José Vargas, participante da Revolução Farroupilha como soldado voluntário da República Riograndense, natural de Encruzilhada, e sua esposa Luísa Maria Teresa Vargas, de Rio Pardo.
Em 1865, com a convocação militar geral no início da Guerra do Paraguai, Vargas partiu de Passo Fundo para alistar-se no Exército Imperial, juntando-se ao 28º Corpo Provisório de Cavalaria da Guarda Nacional, sediado em São Borja. Poucos meses depois, durante uma missão de reconhecimento, testemunhou a pilhagem de estâncias após invasão da São Borja pelo exército paraguaio, e em 25 de junho de 1865 teve seu batismo de fogo na Batalha do Butuí. Vargas participou de um total de 21 combates, incluindo a Batalha de Tuiuti, a maior da guerra, e a batalha final em Cerro Corá. Tendo iniciado o conflito como cabo e encerrado como tenente-coronel, recebeu reconhecimento como herói de guerra.

Após a guerra, Manuel Vargas deixou o exército e estabeleceu-se como estancieiro em São Borja, onde se casou em 1872 com Cândida Dornelles, oriunda de uma família proeminente da região. Tiveram cinco filhos: Viriato, Protásio, Getúlio, Espártaco e Benjamim. Por volta de 1884, Vargas já liderava o clube republicano de São Borja e a campanha abolicionista na cidade.

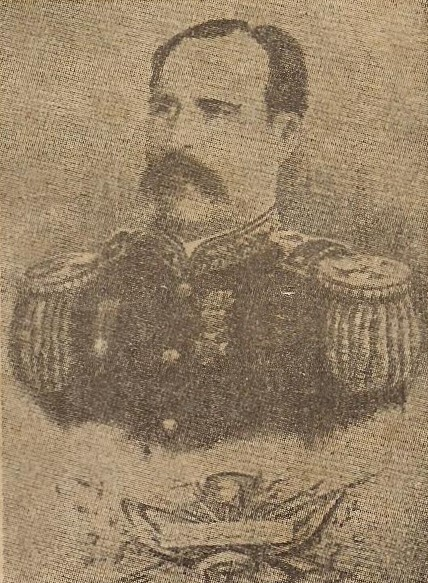
Retrato de Vargas em uniforme militar, fim do século XIX

Com a proclamação da República em 1889, Manuel Vargas tornou-se o líder do Partido Republicano Riograndense (PRR) em São Borja. Em 1893 teve início no Rio Grande do Sul a Revolução Federalista, uma guerra civil contra Júlio de Castilhos, governador do estado. Como partidário de Júlio de Castilhos, Vargas retornou ao exército para participar da supressão da revolta. Foi ferido na Batalha de Passo Fundo em julho de 1894, e chegou a enfrentar tropas rebeldes comandadas por seu próprio cunhado, Dinarte Dornelles, o que criaria dentro da família uma histórica contradição entre “chimangos” (republicanos) e “maragatos” (federalistas). Durante a revolução foi promovido à coronel pelo então presidente Floriano Peixoto,  em 1895 pelo decreto assinado pelo Presidente Prudente de Moraes foi promovido às honras de General de Brigada pelos serviços e a sua dedicação e bravura em defesa da República e do Rio Grande do Sul.
Vargas adquiriu notoriedade militar e política com a vitória do PRR sobre os federalistas. Em 1907 foi nomeado intendente municipal (equivalente ao atual prefeito) de São Borja pelo governador Borges de Medeiros, cargo que ocupou até 1911. Foi amigo íntimo do líder republicano gaúcho Pinheiro Machado.
Faleceu em 21 de outubro de 1943 no Palácio Guanabara, então residência oficial de seu filho Getúlio como presidente do Brasil, no Rio de Janeiro. Sua causa de óbito foi atribuída à broncopneumonia. No momento de sua morte, pouco mais de um mês antes de completar 99 anos, sofria de cegueira mas preservava a lucidez. Foi sepultado ao lado de sua esposa Cândida em São Borja.
O Estádio General Vargas em São Borja foi nomeado em sua homenagem.